# Wallmoden

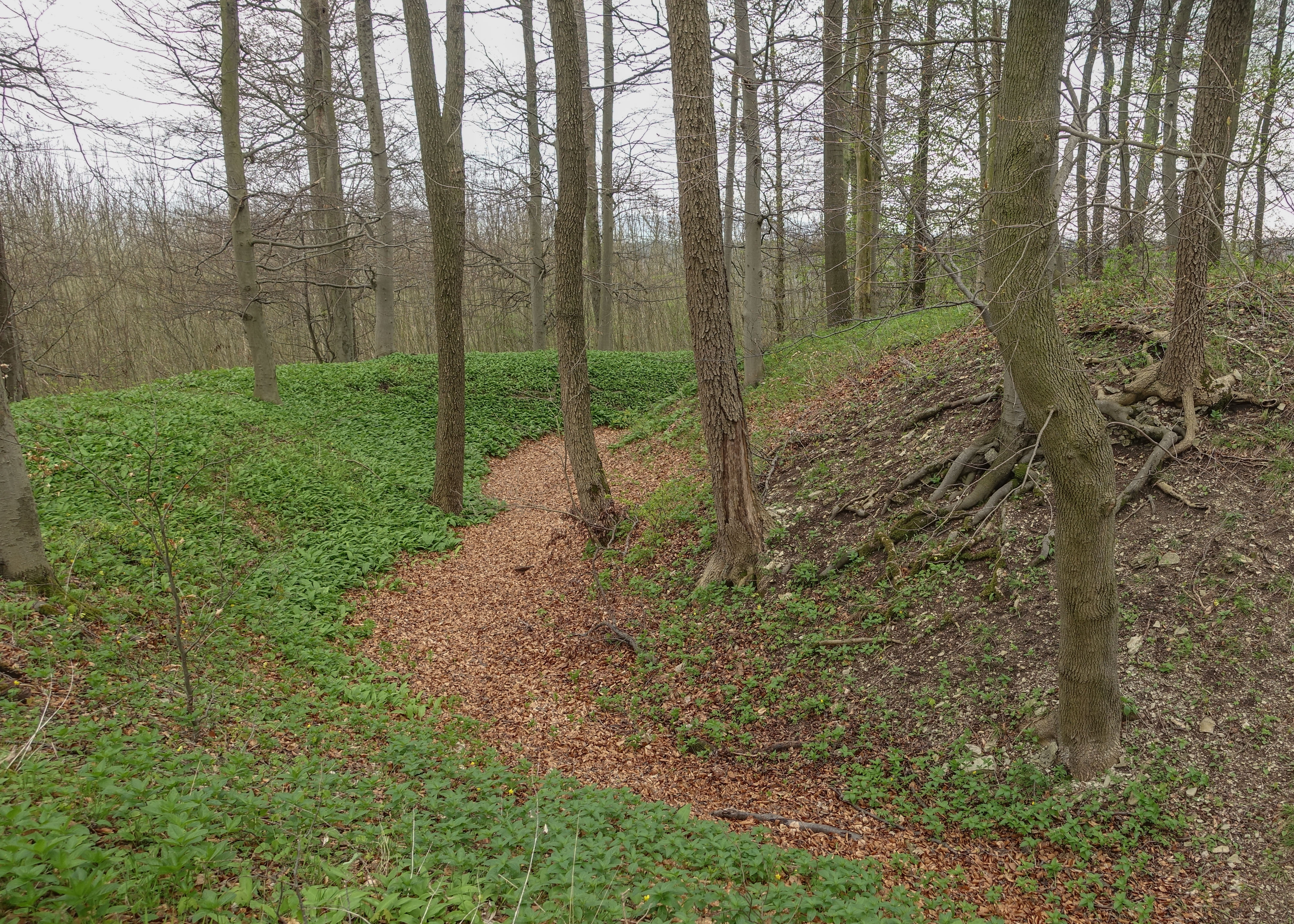
Vorwall, Graben und Plateau der Pagenburg

Wallmoden ist ein Stadtteil von Langelsheim im Landkreis Goslar in Niedersachsen. Wallmoden hatte 2012 etwa 960 Einwohner und erstreckt sich auf einer Fläche von 16,82 km².

## Geographie

### Lage
Der im Harzvorland gelegene Ort ist vor allem landwirtschaftlich geprägt. Die Neile durchfließt Neuwallmoden und das mittlere Ortsgebiet. Sie mündet unweit nördlich in die Innerste.

### Nachbarorte
Wallmoden grenzt im Norden an die kreisfreie Stadt Salzgitter und die Gemeinde Sehlde (Landkreis Wolfenbüttel). Im Osten grenzt sie an die Gemeinde Liebenburg, im Westen an die Stadt Bockenem (Landkreis Hildesheim) und im Süden an den Flecken Lutter am Barenberge.

### Ortsgliederung
Wallmoden besteht aus den Ortsteilen Alt Wallmoden, Bodenstein und Neuwallmoden.
| Ortsteil       | Einwohnerzahl |
| -------------- | ------------- |
| Alt Wallmoden* | 384           |
| Neuwallmoden   | 277           |
| Bodenstein     | 248           |
| Wallmoden      | 909           |

* mit Könneckenrode und der Mühle Ringelheim
(Stand: 30. Juni 2018)

## Geschichte
Bis zum Beginn des 16. Jahrhunderts gehörte das heutige Gebiet um Wallmoden zum Hochstift Hildesheim. Als Folge der Hildesheimer Stiftsfehde wurden Alt Wallmoden, Neuwallmoden und Bodenstein 1523 dem braunschweigischen Herzogtum zugesprochen. 1643 wurde Alt Wallmoden wieder an das Hochstift Hildesheim zurückgegeben, während Neuwallmoden und Bodenstein bis 1946 beim braunschweigischen Herzogtum und späteren Land Braunschweig verblieben. Alt Wallmoden als Teil des Hochstifts Hildesheim gehörte ab 1814 zum Königreich Hannover und fiel mit diesem 1866 an Preußen. Wegen des Erlasses des preußischen Kultusministers vom 6. Oktober 1910 galt im preußischen Alt Wallmoden die Regel, dass nur „die Schreibweise der Orts- und Verwaltungsbezirksnamen mit einem unterscheidenden Vorsatzworte, wie Alt, Neu, Groß, Klein, Bergisch, Deutsch usw. – sofern sie nicht jetzt schon in einem Worte geschrieben werden – ohne Bindestrich“ korrekt sei, während sie im braunschweigischen Neuwallmoden nicht zu beachten war.
Im Zuge der niedersächsischen Gebietsreform wurde die Gemeinde Wallmoden am 1. März 1974 aus den bis dahin selbständigen Gemeinden Alt Wallmoden, Neuwallmoden und Bodenstein gebildet. Zum 1. November 2021 wurde Wallmoden ein Stadtteil von Langelsheim. Alt Wallmoden, Neuwallmoden und Bodenstein sind seine Ortschaften geworden.

### Alt Wallmoden

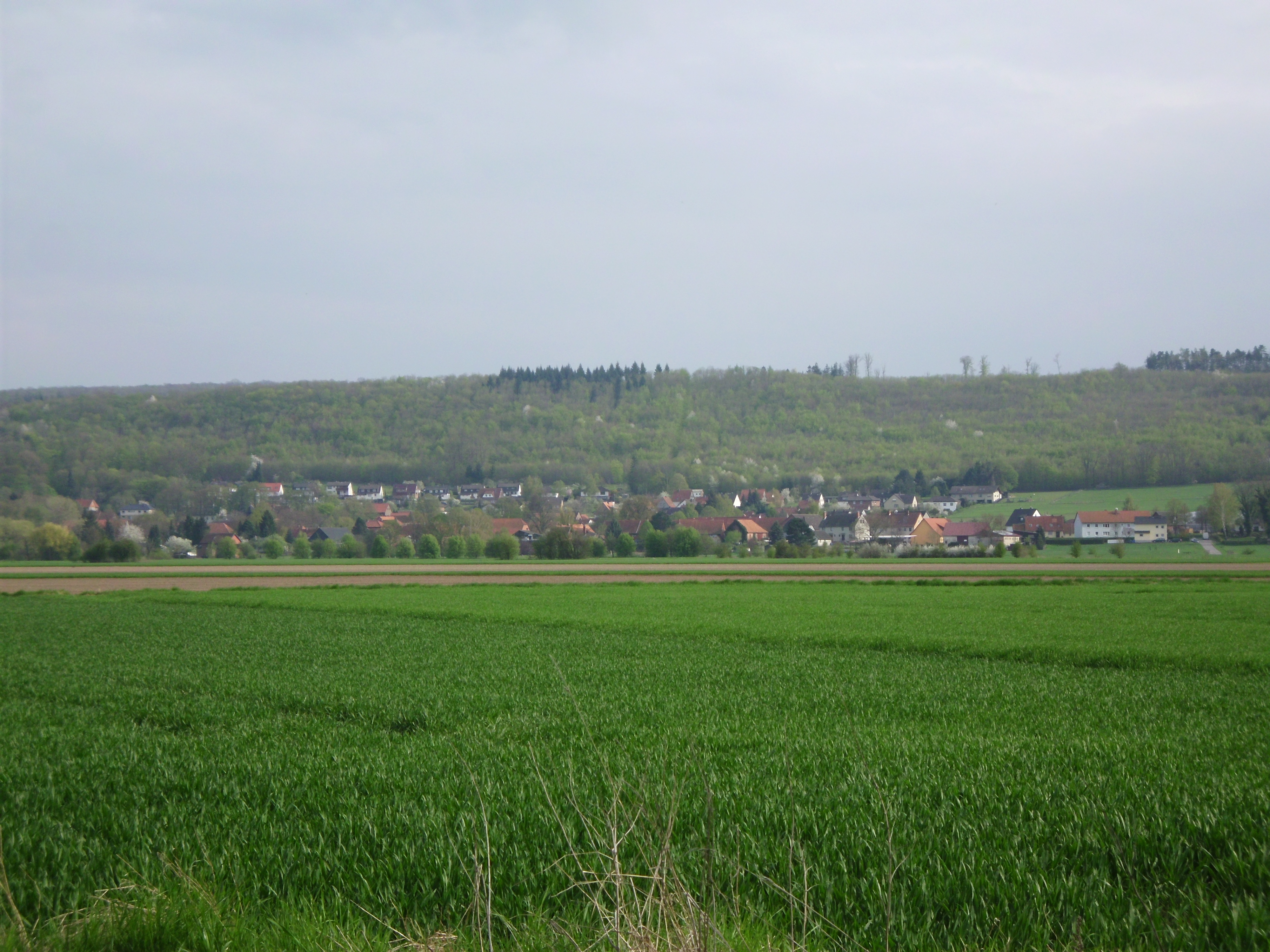
Blick auf Alt Wallmoden

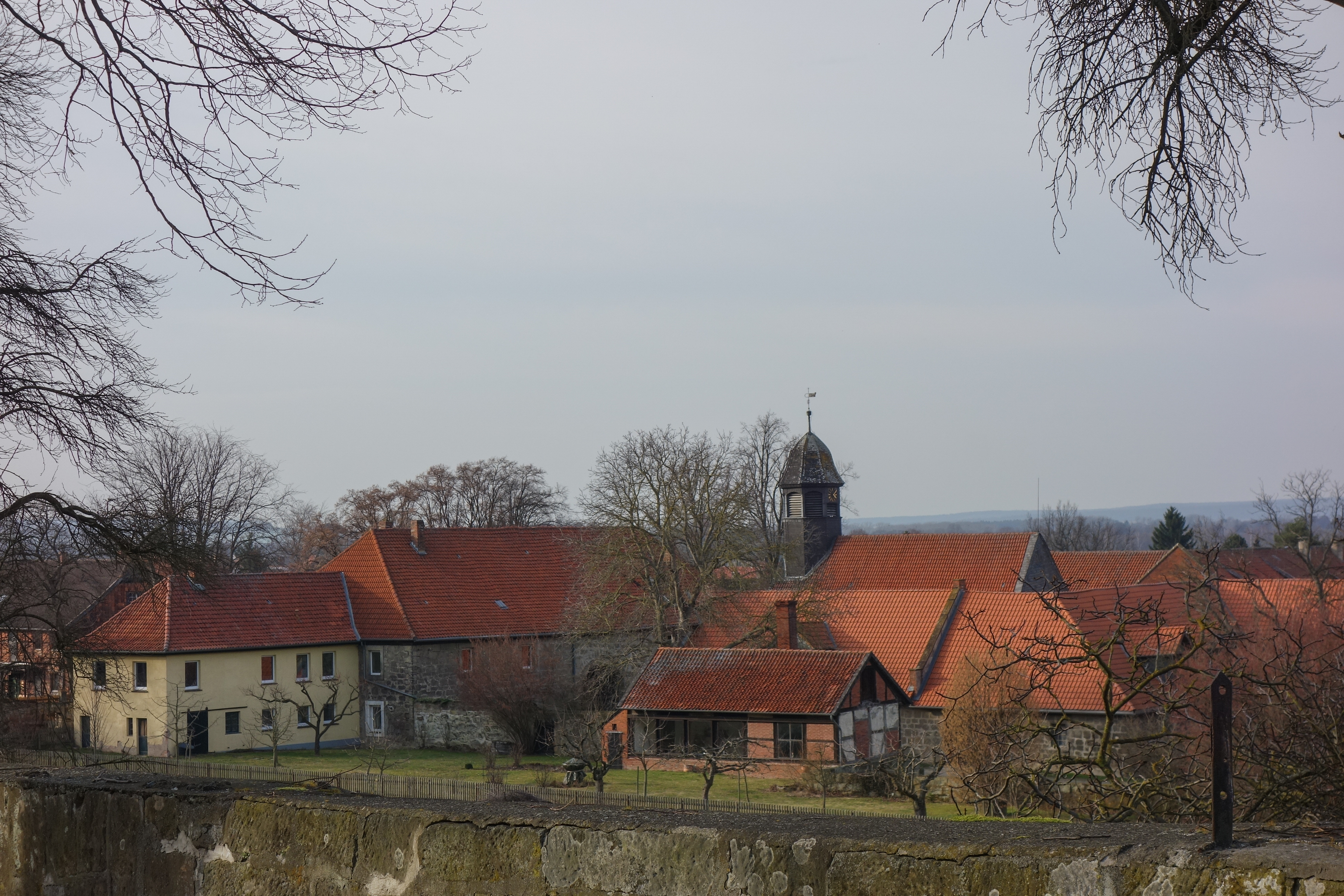
Alt Wallmoden: Gutsanlage (Blick von Südwesten)

Alt Wallmoden wurde 1016 erstmals in einer Schenkungsurkunde erwähnt, in der Kaiser Heinrich II. einen Herrenhof zu Wallmoden (Curtis Walmonthem) der bischöflichen Kirche in Paderborn übertrug. Seit dieser Zeit gehört das Bistum Paderborn neben dem Bistum Hildesheim zu den Lehnsherren in Alt Wallmoden. Der Name des Ortes änderte sich später von Walmonthem über Walmuthe, Walmede zum heutigen Wallmoden.
1154 wird mit Tidelinus (Thedel) von Wallmoden, einem Ministerialen (Hofdiener im Verwaltungsdienst des Herzogs) Heinrichs des Löwen, erstmals ein Angehöriger des Adelsgeschlechts, das sich nach dem Ort benannte, erwähnt. Das Geschlecht ist seit dieser Zeit in Wallmoden begütert und betreibt in Alt Wallmoden auch heute noch einen landwirtschaftlichen Betrieb.
Im Jahr 1599 wurde der Besitz der Familie von Wallmoden aufgeteilt, als die Brüder Ludolf und Jasper von Wallmoden die Linien Oberhaus und Unterhaus begründeten. Erst nach 1825, als mit dem Tod des Rittmeisters Karl Christoph Heinrich von Wallmoden das Oberhaus erloschen war, wurden die Güter wieder vereinigt.
Erste Teile des Gutshauses der Familie von Wallmoden wurden im 16. Jahrhundert errichtet, der nördliche Flügel stammt von 1579, der zweite Flügel von 1628. An den nördlichen Flügel ist ein achteckiger Treppenturm angebaut, dessen Eingang die Inschrift „Soli deo gloria 1579“ trägt. Die Gebäude wurden 1833 durch einen dritten Flügel des Herrenhauses ergänzt. Die Lebensgeschichte des Ahnherrn Tidelinus behandeln Gemälde, mit denen der Historienmaler Georg Bergmann den Saal des Gutshofs 1851 ausgemalt hat. Die Gutsanlage befindet sich heute noch im Familienbesitz. Auf der Fläche des Oberhauses steht als einziger Bestandteil der ursprünglichen Burg noch der rechteckige Bergfried aus dem 14. Jahrhundert von 12 × 13,75 m Größe.

### Pagenburg
Höchste Erhebung Wallmodens ist der 290,8 m hohe, etwa 1,5 km südwestlich von Alt Wallmoden gelegene Pagenberg, auf dem Reste einer ehemaligen Burganlage zu sehen sind, deren Alter ungeklärt ist. Das Burgareal grenzt im Südwesten an einen Steilabfall und fällt nach Norden hin ab. Die ovale, 19 × 53 m große Burg ist auf drei Seiten von einem doppelten Ringgraben mit dazwischenliegendem Wall und äußerem Vorwall umgeben. Im Süden war die Anlage durch einen Steilhang vor Angriffen geschützt, hier ist lediglich eine künstliche Abböschung festzustellen. Der äußere Graben scheint im Westen unvollendet zu sein. Auf dem Burgplateau können einige größere Eintiefungen auf früher vorhandene Gebäude, Keller und Türme zurückzuführen sein. Die Burg wurde ursprünglich Pawenburg genannt, das vom althochdeutschen phawo abgeleitet ist und so viel wie Pfau bedeutet. Da ein Zweig der Familie von Wallmoden im 13. Jahrhundert auch einen Pfau im Wappen führte, wird angenommen, dass die Pagenburg einst zu ihren Besitztümern zählte. Die Pagenburg verlor ihre Bedeutung, nachdem ab dem 14. Jahrhundert der Stammsitz der Familie in Alt Wallmoden ausgebaut worden war. Die Burg wurde 1181 dem Kloster Riechenberg übertragen, 1460 erhielt die Familie von Wallmoden die Güter wieder zurück.

### Neuwallmoden
Die südwestlich von Alt Wallmoden gelegene Burg Neuwallmoden (Lagekarte) wurde im 13. oder 14. Jahrhundert erbaut. Diese wurde 1307 erstmals schriftlich als Castrum Novum Walmede erwähnt, als die Stadt Goslar und der Bischof Siegfried von Hildesheim diese Burg zum Schutz der Handelswege erwarben. Ob auch diese Burg zum Besitz der Familie von Wallmoden gehörte, ist nicht geklärt. Ab 1311 gehörte die Burg dem Bistum Hildesheim und wurde 1323 an die Herren von Oberg verkauft. Die Burg wurde 1368 bei einer Fehde durch Truppen des Bischofs von Hildesheim zerstört und der Ort fiel wieder an das Bistum zurück.
Die Burg in Neuwallmoden besitzt die Form einer Motte, deren Hügel noch ca. 5 m hoch erhalten ist. Das Erscheinungsbild ist heute durch diverse Baumaßnahmen beeinträchtigt. Im Süden ist am Hügelfuß noch eine Futtermauer zu erkennen. Der Verlauf des Ringgrabens mit ca. 45 m Durchmesser ist anhand der Grundstücksgrenzen und z. T. auch als sehr flache Mulde noch ablesbar. Nach mündlicher Überlieferung waren auf dem Burgplateau starke Mauern und Keller vorhanden. Eine Vorburg dürfte im Norden gelegen haben, in der ersten Hälfte des 20. Jhs. war dort noch ein 80 m langer Wall mit Mauerkern zu sehen.
Nordöstlich des Ortes befindet sich eine „Reitbahn“ genannte, wohl frühmittelalterliche Wallburg, deren Befestigung heute eingeebnet ist.
Seit 1724 wurde östlich von Neuwallmoden in drei kleinen Gruben Eisenstein abgebaut. Das abgebaute Erz wurde in der Wilhelmshütte bei Bornum verhüttet. Ende des 18. Jahrhunderts kam der Bergbau wieder zum Erliegen.

### Bodenstein

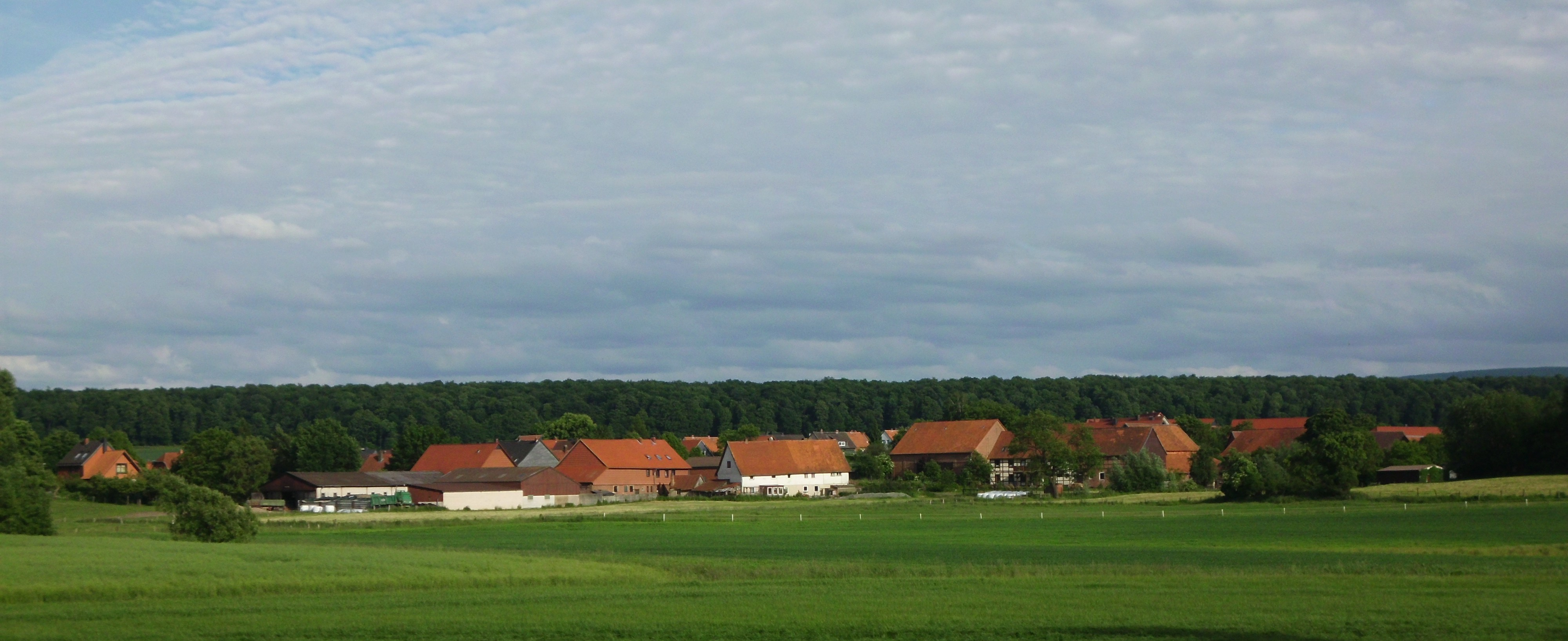
Blick auf Bodenstein

Das Kloster des in den Hainbergen gelegenen Ortes (Lagekarte) wurde 1146 durch das Kloster St. Godehardi zu Hildesheim gegründet. In der Gründungsurkunde des Klosterhofs, zugleich die erste schriftliche Erwähnung des Ortes, wurde neben Bodenstein noch der benachbarte Ort Holthusen erwähnt, auf dessen Grund ein Teil der Klostergüter lagen. Im Jahr 1214 wurde der Name Holthusens noch einmal erwähnt, danach verschwand dieser und der Name Bodenstein stand seitdem für beide Ortsteile. Seit 1271 gehörte das Kloster zum Goslarer Kloster Frankenberg. Nach Einführung der Reformation durch Herzog Julius im Jahre 1568 wurde das Kloster in ein adeliges Damenstift umgewandelt. Das Damenstift wurde 1806 als eine Folge der Säkularisation aufgehoben und in ein Klostergut umgewandelt.
In der Schlacht bei Lutter wurde Bodenstein 1626 weitgehend zerstört und erst 1650 wieder aufgebaut. Aus dem Jahr 1756 ist eine Flurkarte erhalten, nach der im Ort ein Halbspänner, elf Vollköter, sechs Halbköter, elf Brinksitzer und ein Anbauer lebten. Beim Aufbau des Eisenbahnnetzes Mitte des 19. Jahrhunderts wurde Bodenstein nicht angeschlossen, da es zu weit ab der Verkehrswege lag. Der Ort behielt so seinen landwirtschaftlichen Charakter, der insbesondere durch das Klostergut geprägt wurde.
Das Klostergut wird heute von der Stiftung Braunschweigischer Kulturbesitz verwaltet. Nachdem zuletzt 1987 auch die Milchproduktion eingestellt werden musste, ist es heute ein reiner Ackerbaubetrieb. Auf dem Gelände des Klostergutes unterhält das Niedersächsische Landgestüt Celle seit 1987 eine Deckstation.

### Könneckenrode

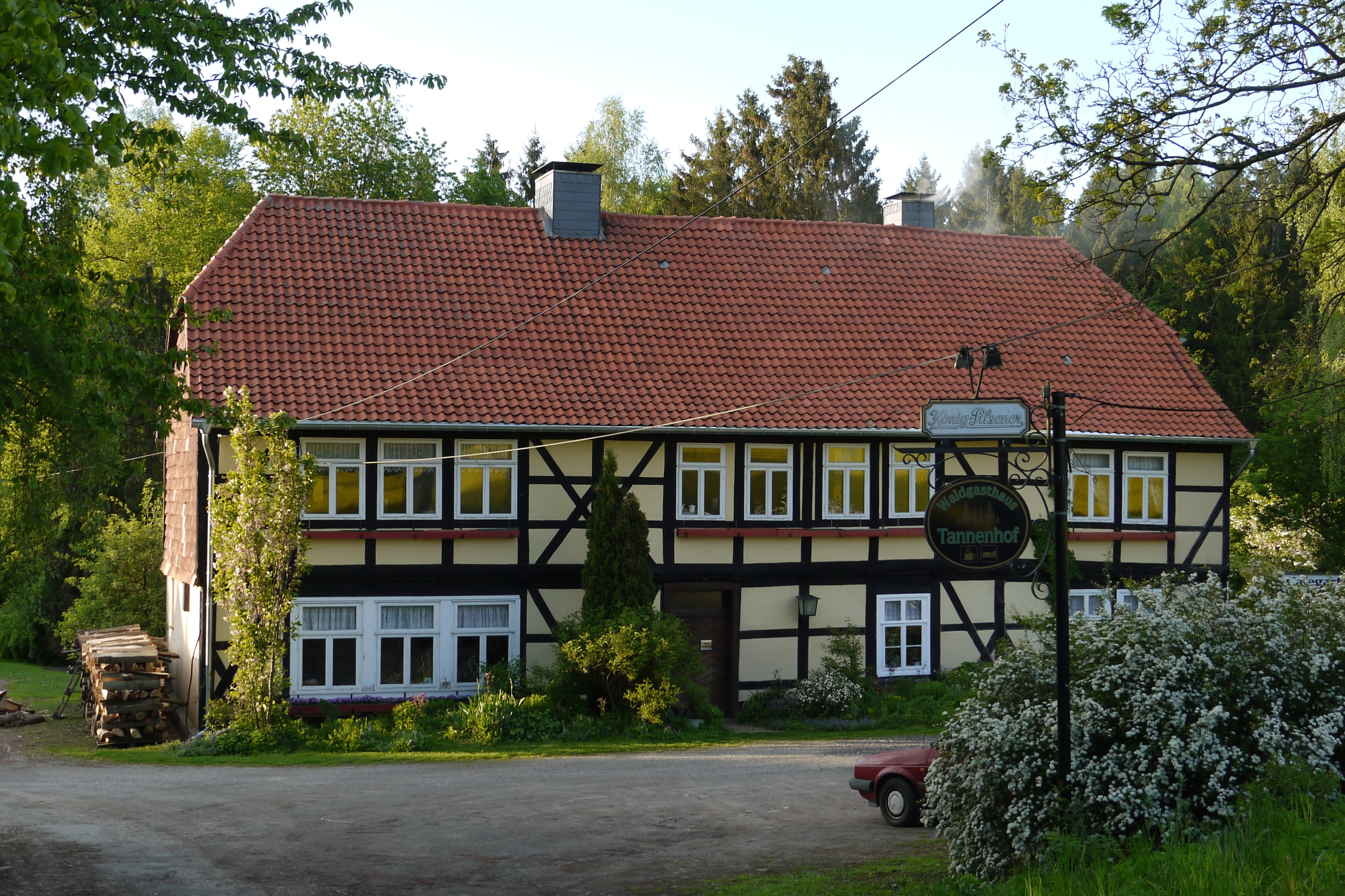
Ehemaliges Waldgasthaus von Könneckenrode – Blick von der Bundesstraße 248

Das Vorwerk Könneckenrode (Lagekarte), heute ein Ortsteil von Alt Wallmoden, war ursprünglich ein Vorwerk des Gutes in Alt Wallmoden. Der Ort liegt an der Bundesstraße 248 etwa auf halber Strecke zwischen Salzgitter-Bad und Lutter am Barenberge. Der Name erscheint erstmals 1154 in einer Schenkungsurkunde, in der Heinrich der Löwe dem Kloster Riechenberg bei Goslar zwei Hufen Land in Kantingerod schenkt. Im Jahr 1460 erwarb die Familie von Wallmoden diese Ländereien. Anfang des 18. Jahrhunderts wurden hier ein Wirtshaus und eine Ziegelei erwähnt.
Um 1750 war eine Erzwiese bei Könneckenrode bekannt. Das Eisenerz wurde in geringem Umfang von Bauern abgebaut und an der Innerstefurt bei Hohenrode verhüttet. Auf diese Erzfunde verwies auch ein Gutachten, das 1764 im Auftrag des Hildesheimer Fürstbischofs Friedrich Wilhelm von Westphalen (1763–1789) erstellt worden war, zu einer weiteren Ausbeutung dieser Funde kam es aber nicht. Die Erkundung des Lagers wurde 1938 wieder aufgenommen, als im Rahmen des Aufbaus der Erzbergwerke für Reichswerke Hermann Göring bei Alt Wallmoden der Schacht Anna abgeteuft wurde, der als Wetterschacht für das Bergwerk Ringelheim dienen sollte. Von diesem Schacht aus wurde in einer Teufe von 296 m ein Untersuchungsquerschlag in südwestlicher Richtung aufgefahren. Die Arbeiten wurden abgebrochen, als nach 650 m ein Wassereinbruch den weiteren Vortrieb unmöglich machte. Die Teufarbeiten am Schacht Anna wurden kriegsbedingt im Oktober 1940 eingestellt und nach Kriegsende nicht wieder aufgenommen. Der Schacht Anna wurde 1949 abgeworfen und mit einem Betondeckel verschlossen.
Die Revierförsterei von Alt Wallmoden hat ihren Sitz in Könneckenrode. Der Gasthof „Tannenhof“ wurde um 2010 aufgegeben, das Gebäude wird seitdem privat genutzt.

### Einwohnerentwicklung
- Alt Wallmoden: 386 (Stand 30. Juni 2012)
- Bodenstein: 289
- Neuwallmoden: 289[12]

| Jahr | Einwohner |
| ---- | --------- |
| 1821 | 1118      |
| 1848 | 1204      |
| 1871 | 1135      |
| 1885 | 1117      |
| 1905 | 1049      |
| 1925 | 935       |
| 1933 | 936       |

| Jahr | Einwohner |
| ---- | --------- |
| 1939 | 928       |
| 1946 | 1778      |
| 1950 | 1807      |
| 1956 | 1415      |
| 1961 | 1411      |
| 1968 | 1292      |
| 1970 | 1267      |

| Jahr | Einwohner |
| ---- | --------- |
| 1975 | 1224      |
| 1980 | 1189      |
| 1985 | 1181      |
| 1990 | 1129      |
| 1995 | 1107      |
| 2000 | 1091      |
| 2005 | 1112      |

| Jahr | Einwohner |
| ---- | --------- |
| 2010 | 980       |
| 2015 | 897       |
| 2016 | 895       |
| 2017 | 897       |
| 2018 | 913       |
| 2019 | 916       |

Einwohnerentwicklung von 1821 bis 2017

(Ab 1968 Stand jeweils zum 31. Dezember)

## Religionen

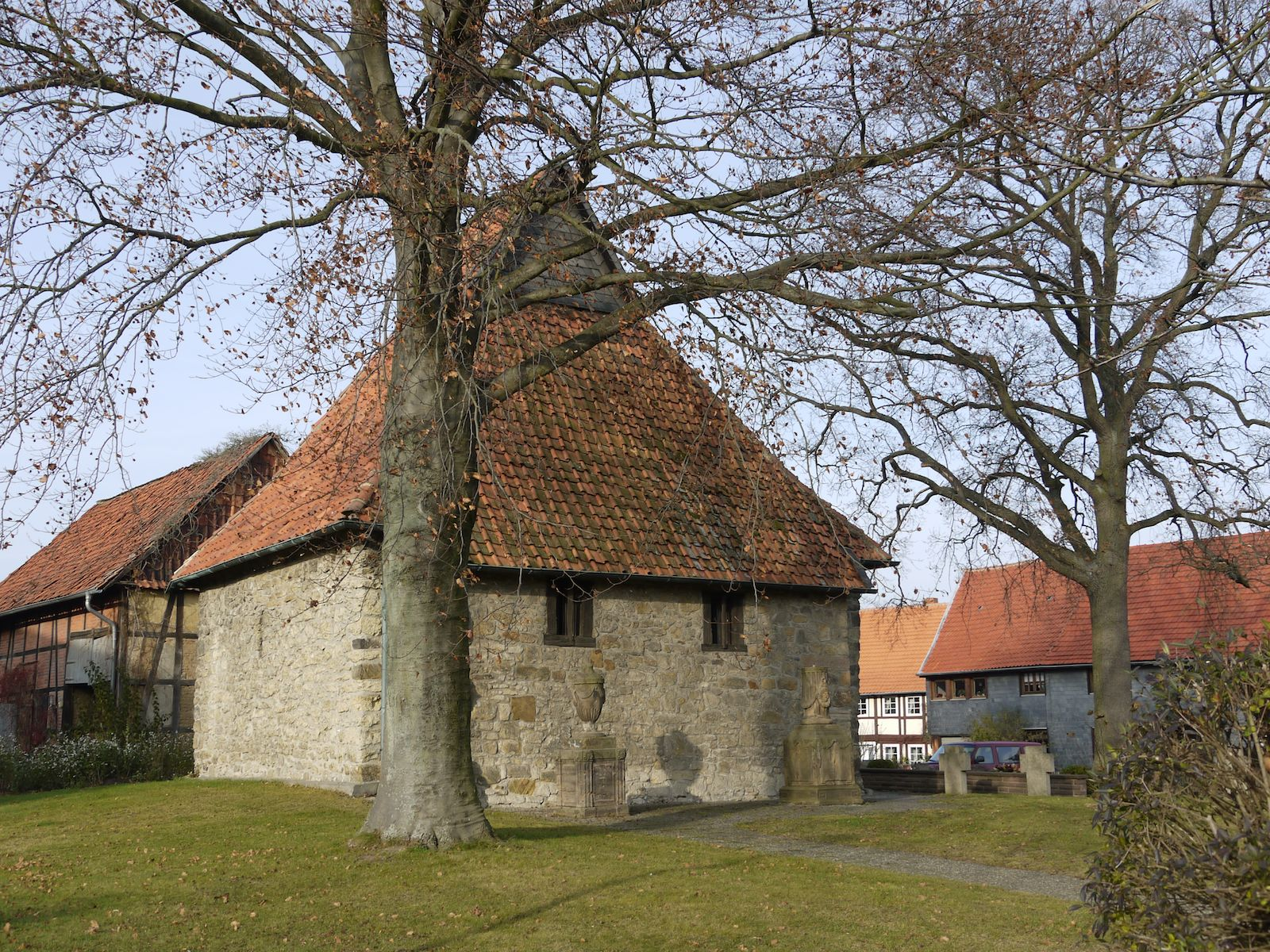
Kapelle von 1248 am Ehrenfriedhof von Alt Wallmoden
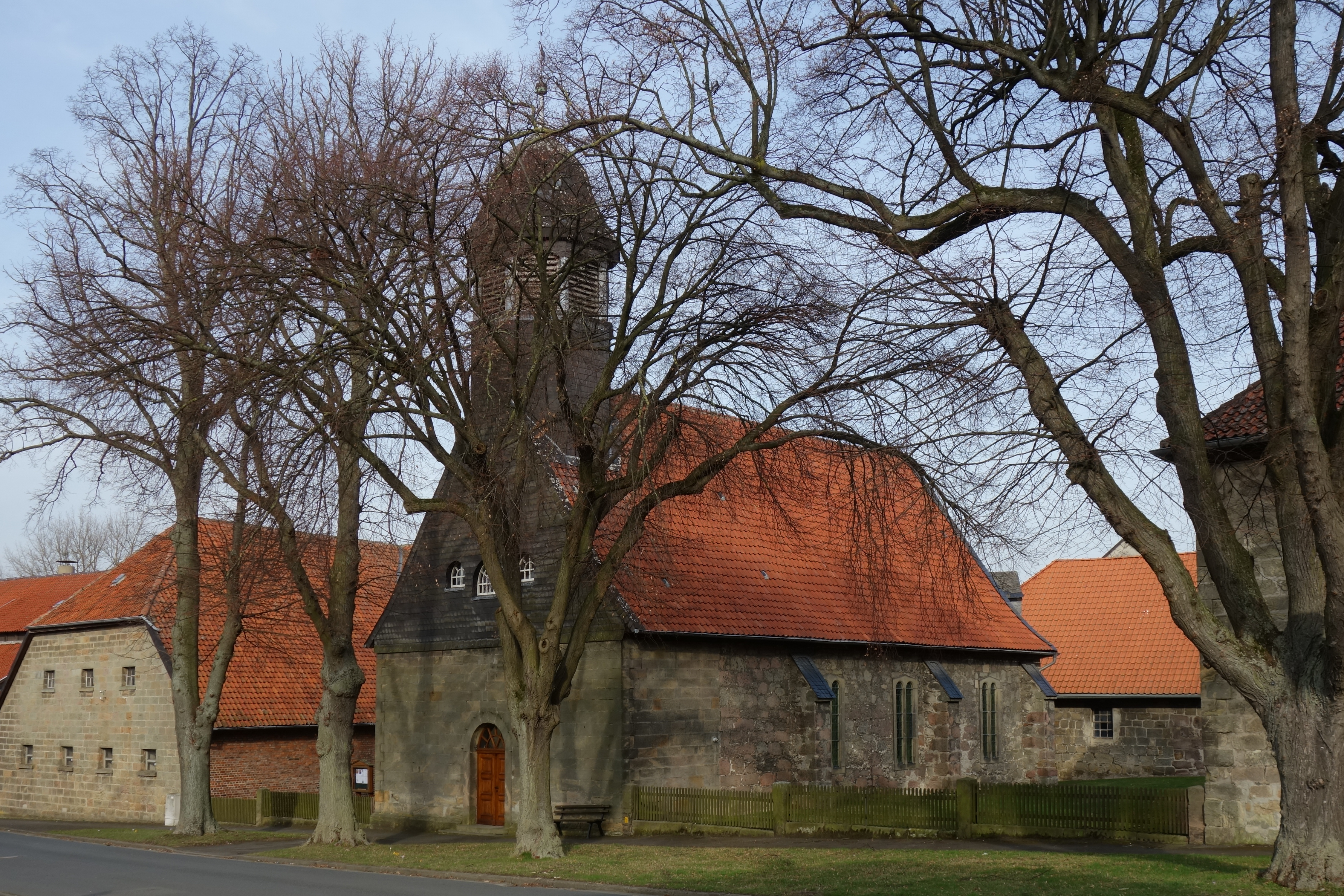
Ev. Dorfkirche von Alt Wallmoden
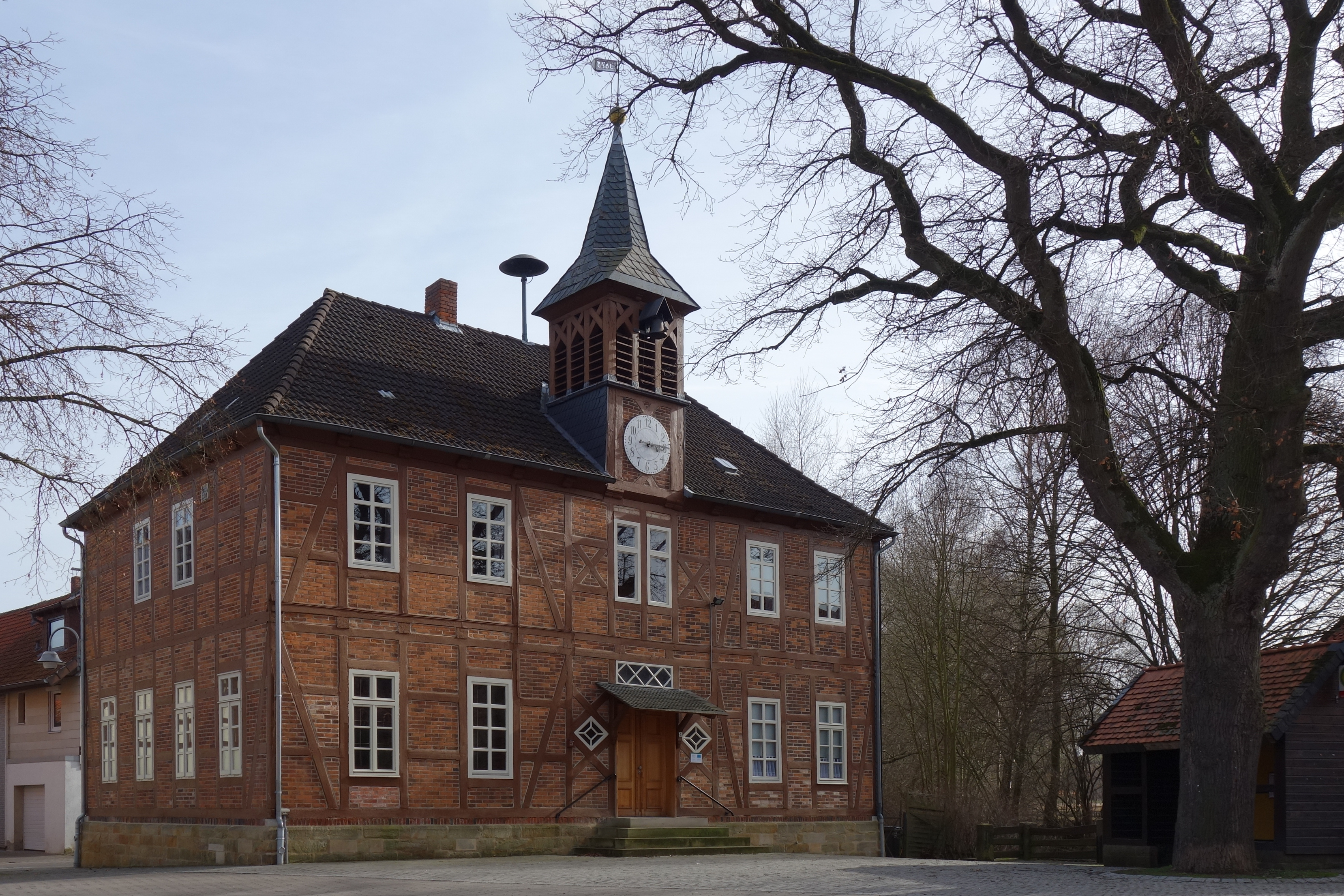
Neuwallmoden: Schule, erbaut 1875
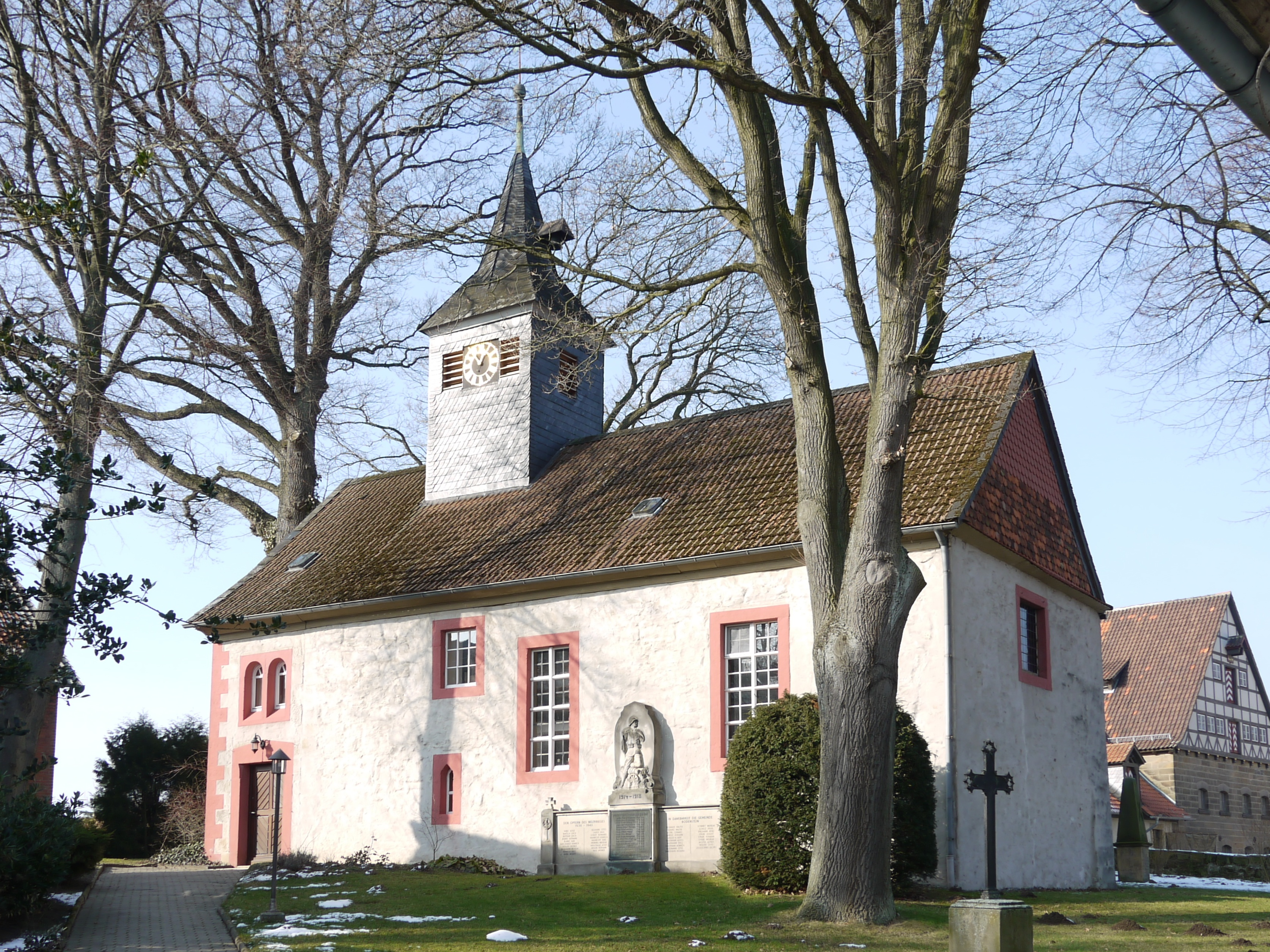
Ev. St.-Antonius-Kirche von Bodenstein

Seit der im Jahre 1568 im Herzogtum Braunschweig durchgeführten Reformation ist die zu Wallmoden gehörende Bevölkerung überwiegend protestantisch. Die nächstgelegene katholische Gemeinde ist in Salzgitter-Ringelheim.

### Kirche Alt Wallmoden
Im Ort lassen sich drei verschiedene Kirchengebäude nachweisen. Die erste Kirche wurde bereits 1531 in einer Lehnsurkunde der Herzöge Erich (1500–1553) und Heinrich der Jüngere (1489–1568) erwähnt, in der Heinrich von Wallmoden mit der Kirche und 3 ½ Hufen Land der Pfarre belehnt wurde. Es handelt sich dabei um die heute noch erhaltene alte Kapelle am Ehrenfriedhof von Alt Wallmoden. Nach Zobel wurde die kleine Kirche bereits 1248 erbaut.
Das zweite Kirchengebäude wurde auf dem Gelände des Gutes errichtet. Die Genehmigung zur Errichtung einer eigenen Kirche wurde Thedel von Wallmoden 1517 durch den Bischof Johann IV. von Hildesheim erteilt. Dieses Gebäude ist nicht mehr erhalten.
Die jetzige Dorfkirche von Alt Wallmoden wurde Anfang des 17. Jahrhunderts gebaut. Die Kirche steht unter dem Patronat der Familie von Wallmoden. Das Kirchengebäude hat einen rechteckigen Grundriss mit dreiseitigem Chorschluss. Es ist etwa 20 m lang, der Chor ist 8,5 m breit und 5 m hoch. Ein Teil der Patronatsrechte besteht noch heute.
Seit der Einführung der Reformation 1568 und der damit verbundenen Neugliederung der Kirche gehört die Gemeinde zur Spezialinspektion Baddeckenstedt, die wiederum Teil der Generalinspektion Bockenem war. Die Kirchengemeinde gehört heute zusammen mit Upen zum Pfarrverband Ringelheim, der wiederum zur Propstei Goslar gehört.

### Kirche Neuwallmoden
In einem Archidiakonatsverzeichnis des Bistums Hildesheim aus dem 15. Jh. wird für Neuwallmoden eine Pfarrkirche genannt, die ebenso wie die Kirche Alt Wallmodens zum Archidiakonat Ringelheim gehörte. Erwähnt wird diese Kirche auch in einer Schenkungsurkunde aus dem Jahre 1350, in der der damalige Besitzer der Burg Neuwallmoden, die Familie von Oberg, der Kirche eine Silbermark schenkt. Das Kirchengebäude wurde im 16. Jahrhundert zerstört. Nachdem der Ort 1875 ein neues Schulgebäude erhalten hatte, wurde hier ein Andachtsraum hergerichtet, für den eine Einwohnerin des Ortes 1881 eine Orgel stiftete. Gottesdienste werden hier einmal im Monat sowie an besonderen Feiertagen abgehalten. Die Gemeinde gehört heute zum Pfarramt St. Georg in Lutter am Barenberge, das wiederum dem Pfarrverbund St. Trinitatis Neiletal angehört.

### Kirche Bodenstein
Die St.-Antonius-Kirche des Ortes gehörte ursprünglich zum Kloster. Die Kirche wurde wahrscheinlich im 15. Jahrhundert durch das Goslarer Kloster Frankenberg errichtet, zu dem das Kloster Bodenstein damals gehörte und das auch das Patronat über die Bodensteiner Kirche innehatte. Da zwei der drei aus dem 16. Jahrhundert stammenden gemalten Fensterscheiben St. Antonius darstellen, wird angenommen, dass die Kirche diesem Heiligen gewidmet war. Seit der Einführung der Reformation im Jahre 1568 bildet die Kirche einen Pfarrverband mit der Gemeinde von Mahlum und gehört heute zur Propstei Gandersheim-Seesen.

## Politik

### Ehemaliger Gemeinderat
Der ehemalige Gemeinderat setzte sich nach der Kommunalwahl vom 11. September 2016 aus acht (2011: 9) Ratsfrauen und Ratsherren zusammen: Gewöhnlich hatte der Rat neun Sitze. Da aber der Einzelbewerber so viele Stimmen erhielt, dass ihm zwei Sitze zugestanden hätten, wurden in dieser Wahlperiode nur acht Sitze besetzt.
| Sitzverteilung im ehemaligen GemeinderatInsgesamt 8 Sitze - SPD: 6 - FDP: 1 - Einzelbewerber Falkenberg: 1 |

### Ortsrat
Der Ortsrat, der der Wallmoden erstmals seit dem 1. November 2021 vertritt, setzt sich aus fünf Mitgliedern zusammen. Die Ratsmitglieder werden durch eine Kommunalwahl für jeweils fünf Jahre gewählt. Das Ergebnis wird dem der letzten Gemeinderatswahl 2016 verglichen.
Bei der Kommunalwahl 2021 ergab sich folgende Sitzverteilung:
| Ortsrat 2021Insgesamt 5 Sitze - SPD: 3 - Grüne: 1 - FDP: 1 |

### Ortsbürgermeister
Ortsbürgermeister ist Reiner Wolf.

### Ehemalige Bürgermeister
- ?–?: Pieter Lösken (SPD)
- ?–1996: Gerhard Brunke (CDU)
- 1996–2000: Walter Klüber (SPD)
- 2000–2015: Bodo Mahns (SPD)
- 2015–2021: Harald Güldner (SPD)

### Wappen
Wallmoden führt im Wappen einen schwarzen Steinbockkopf auf goldenem Grund. Damit wird auf das Wappen der Familie von Wallmoden verwiesen, das drei schwarze Steinböcke zeigt. Vor der Zusammenlegung der drei Gemeinden Alt Wallmoden, Neuwallmoden und Bodenstein war dies das Wappen von Alt Wallmoden gewesen, die beiden anderen Gemeinden führten kein eigenes Wappen. Für die damalige Gemeinde Alt Wallmoden war das Wappen 1960 durch den braunschweigischen Verwaltungspräsidenten genehmigt worden, bei der Zusammenlegung 1974 einigten die drei Gemeinden sich, dieses Wappen weiterzuführen.

### Naturdenkmäler
Als niedersächsisches Naturdenkmal befinden sich die sagenumwobenen Bodensteiner Klippen in Wallmoden. Sie sind ein Labyrinth aus Felsblöcken und Felstürmen, die aus kreidezeitlichem Sandstein bestehen. Vor 135 Mio. Jahren lagerte sich auf dem Meeresboden Sand ab, den Flüsse aus umliegenden Gebirgen (Harz) heranschafften.

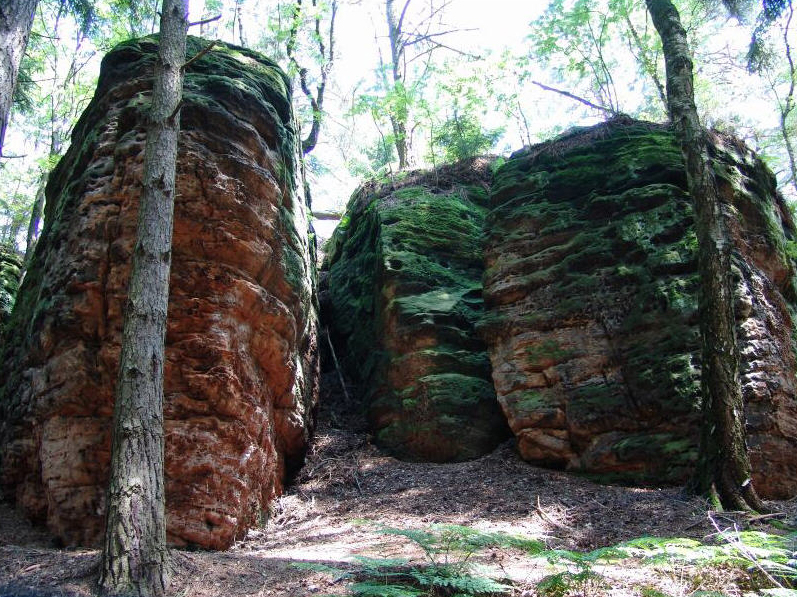
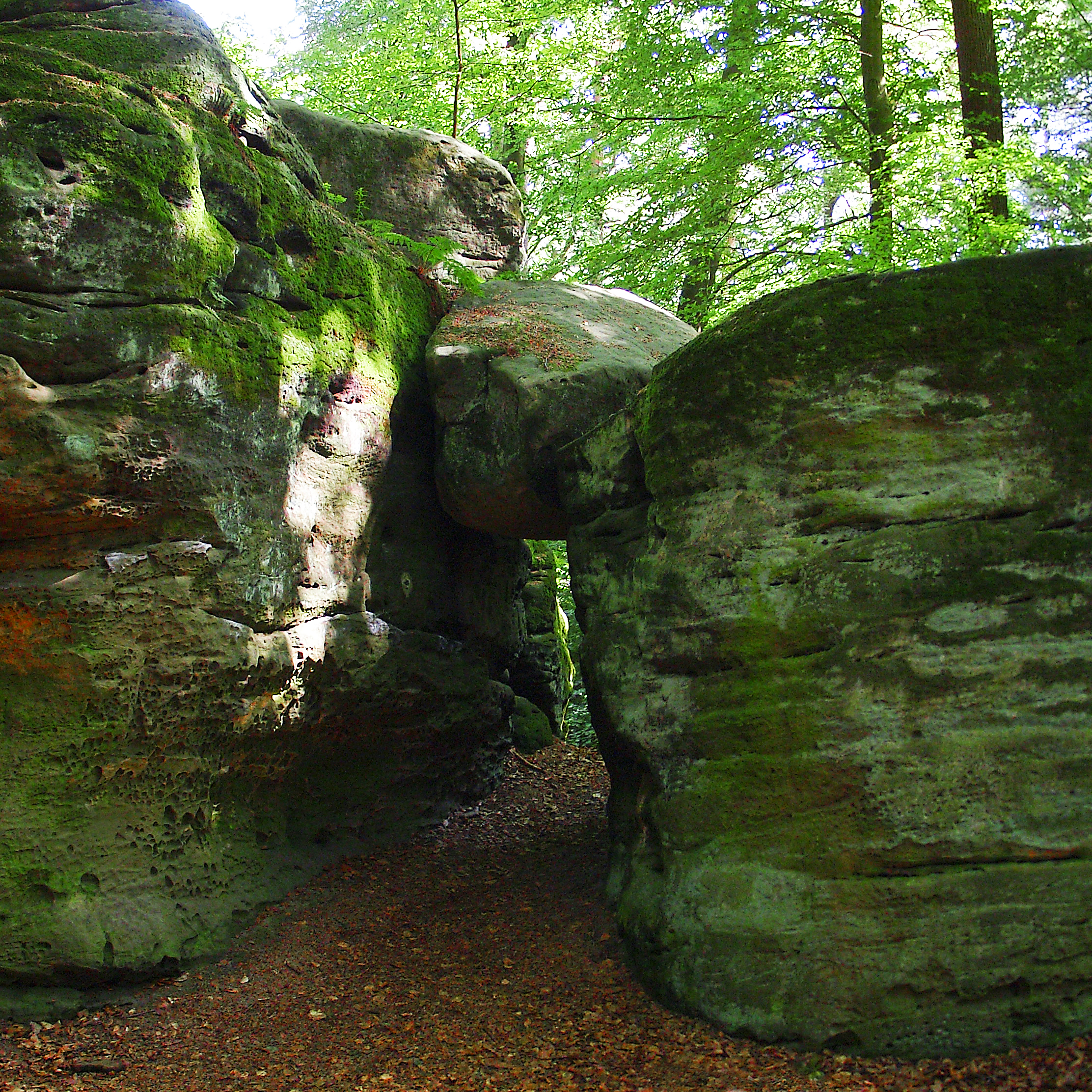
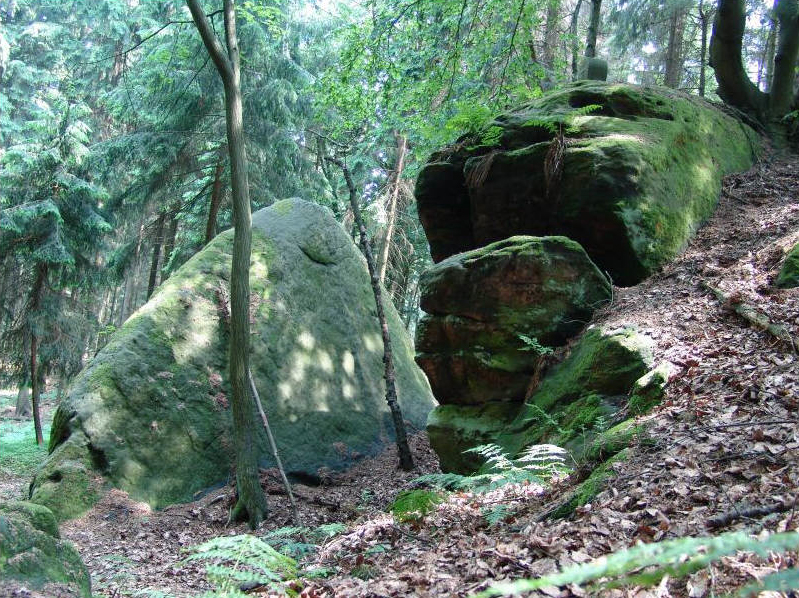
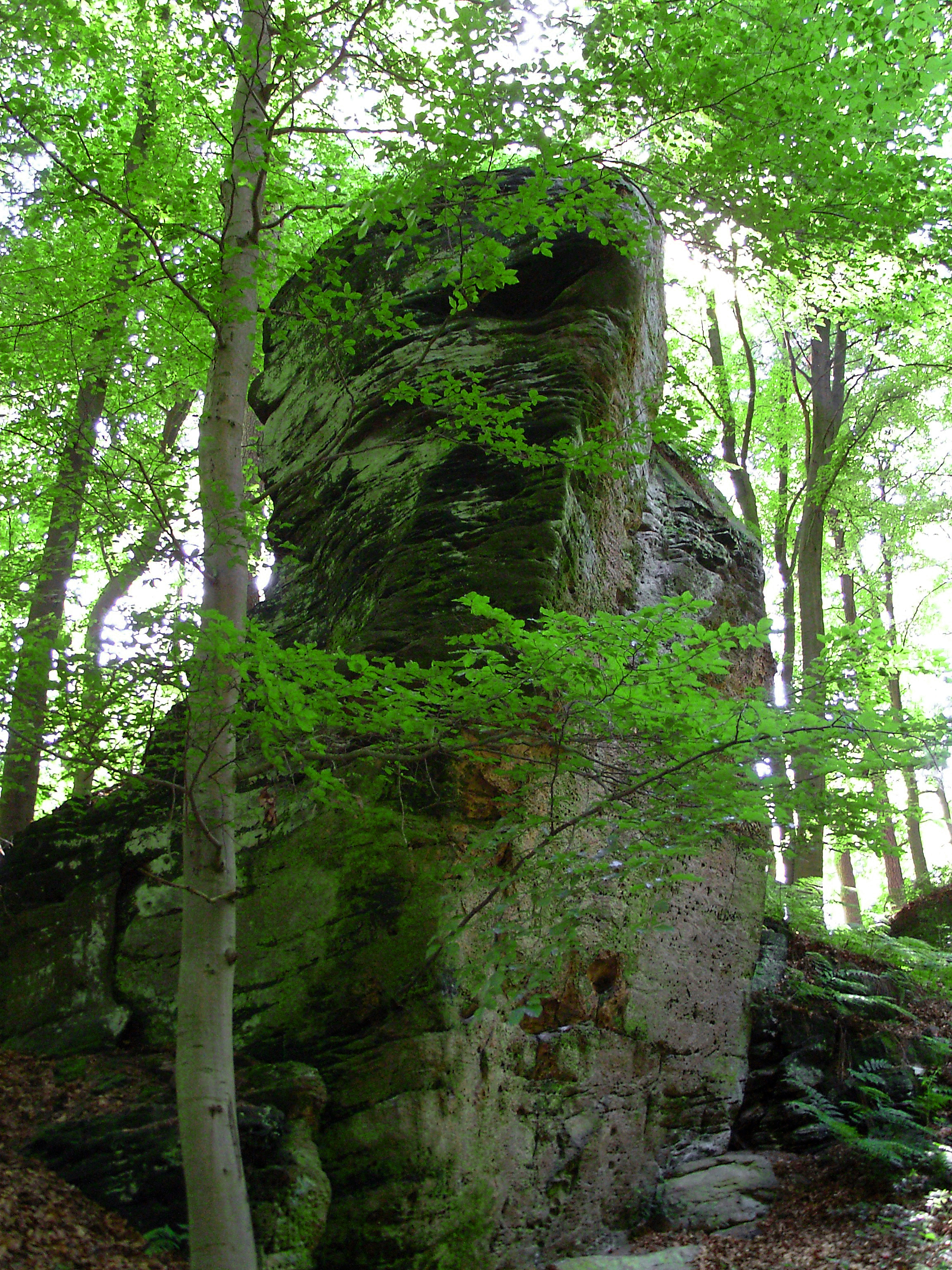
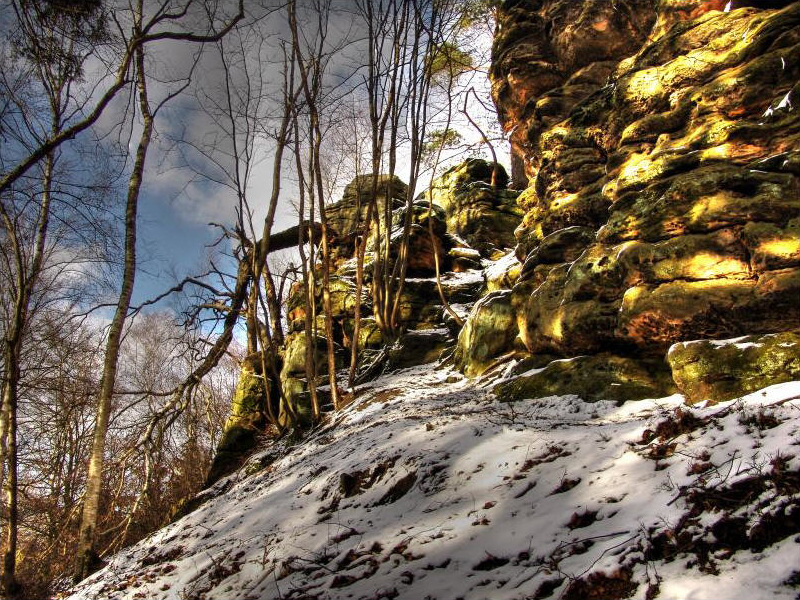

### Regelmäßige Veranstaltungen
- Teichfest Alt Wallmoden (alle zwei Jahre)

## Wirtschaft und Infrastruktur
Der Ort hat bis heute seinen landwirtschaftlichen Charakter bewahrt.
Einer der größten Betriebe ist die zu Alt-Wallmoden gehörende, westlich von Salzgitter-Ringelheim gelegene, Darmpfulsmühle, auch Mühle Ringelheim genannt, die auch heute noch mit Wasserkraft betrieben wird. Die Mühle wurde schon 1460 erwähnt und war von Thedel von Wallmoden am Zusammenfluss von Innerste und Neile angelegt worden. Es handelte sich um eine unterschlächtige Mühle mit vier Mahlgängen für Korn- und Rübensaat, der vierte Gang konnte auch für Säge- und Schleifarbeiten genutzt werden. Die Mühle wurde seit 1626 von Mönchen des Klosters Ringelheim betrieben, 1836 wurde die Mühle veräußert und hatte danach wechselnde Besitzer. Die Mühle Ringelheim ist jetzt Hauptsitz der Südhannoversche Mühlenwerke Engelke GmbH, hauptsächlich werden hier Weizen und Roggen verarbeitet. Der Betrieb der Familie Engelke unterhält einen weiteren Standort in Gelsenkirchen. Die Übernahme des Standorts Mühle Rüningen ist für den 1. Oktober 2014 kartellrechtlich genehmigt.

### Verkehr
Man erreicht Wallmoden über die B 248 sowie über die Landesstraße 500. Mit öffentlichen Verkehrsmitteln ist Wallmoden mit den Buslinien 650, 834, 835, 852 sowie per Bahn über den nahen Bahnhof in Salzgitter-Ringelheim, von wo aus regelmäßige Verbindungen über Hildesheim nach Hannover, nach Braunschweig und nach Halle (Saale) über Goslar und Bad Harzburg bestehen, zu erreichen.

#### Haltepunkt Neuwallmoden
Der Haltepunkt Neuwallmoden war ein Haltepunkt an der Bahnstrecke Börßum–Kreiensen. Er wurde am 28. Mai 1988 aufgelassen.

### Bildung
Da in Wallmoden keine Schulen existieren, besuchen die Schüler die Grundschule in Lutter am Barenberge und anschließend die weiterführenden Schulen in Seesen, Liebenburg, Salzgitter, Goslar oder Langelsheim.

## Persönlichkeiten

### Söhne und Töchter des Ortes
- Heinrich Weule (1816–1896), Maschinenfabrikant